# Ivan Čeparinov
Ivan Čeparinov (bug. Иван Чепаринов) (Asenovgrad, 26. studenoga 1986.), bugarski šahovski velemajstor. Velemajstor od 2004. godine.
Trostruki prvak Bugarske: 2004., 2005. i 2012. godine.
S još šest šahista podijelio je prvo mjesto na europskom pojedinačnom prvenstvu u šahu u Dresdenu. U doigravanju pobijedio je Vladislav Tkačov.
FIDE rejting mu je 2689, a u brzopoteznim kategorijama "rapid" 2713 i 2672 u kategoriji "blitz" siječnja 2017. godine. Siječnja 2017. drugi je najbolje rangirani bugarski igrač.
Najviši rejting u standardnom šahu bio mu je siječnja 2008. godine, 2713 bodova.